# Crisis de aprovisionamiento de grano soviética de 1928
La crisis de aprovisionamiento de grano soviética de 1928, a veces referido como la "crisis de la Nueva Política Económica", fue un acontecimiento económico crucial que tuvo lugar en los inicios de la Unión Soviética en enero de 1928 en el que las cantidades de trigo, centeno y otros cultivos de cereal disponibles para ser comprados al estado cayeron a niveles considerados por los planificadores como inadecuados para mantener las necesidades de la población urbana del país. El fracaso del estado de hacer un uso exitoso del sistema de oferta y demanda para generar ventas de grano suficiente se topó con un régimen cada vez más duro en sus sanciones administrativas contra el campesinado soviético. El estado de emergencia nacional consiguiente llevó a la terminación de la Nueva Política Económica y espoleó un movimiento hacia la colectivización de la agricultura en 1929.

## Historia

### Trasfondo
La Revolución rusa de noviembre de 1917 marcó el comienzo de un período de guerra civil y de trastorno económico, en el que el gobernante Partido Comunista de la Unión Soviética (bolcheviques) (VKP) decomisó el grano (en ruso: prodrazvyorstka), dándole al campesinado un papel moneda sin prácticamente ningún valor y una cantidad completamente insuficiente de bienes de consumo por el excedente comercializable de cada hogar (efectivamente una incautación). Visto por la mayoría de los soviéticos contemporáneos como un recurso de guerra necesario y temporal, este sistema de "comunismo de guerra" fue extremadamente impopular entre los productores de granos rusos y fue causa de una enorme ola de disturbios y revueltas que amenazaba con desestabilizar al gobierno fatalmente.
Este sistema basado en la fuerza del "comunismo de guerra" fue abandonado en la primavera de 1921, con la adopción de la llamada Nueva Política Económica (NPE), por la que se restauró una moneda estable basada en oro y se volvió al sistema de mercado. En lugar de incautaciones obligatorias de todo superávit se implementó un impuesto a los alimentos (en ruso: prodnalog), que requería que los campesinos proporcionaran una parte limitada de su producción al estado, después de lo cual los hogares serían libres para vender en el mercado abierto el excedente restante que no necesitasen. Hacia 1924 este sistema de prodnalog había sido reemplazado por un impuesto en dinero, realizándose el aprovisionamiento del estado a través de la compra venta.
Aunque el retorno al sistema de mercado en la agricultura fue ideológicamente problemático para muchos Bolcheviques, los años de 1922 a 1926 fueron exitosos en términos prácticos, con la vuelta de la producción a niveles prerevolucionarios. la producción de granos de cereal se aproximó a cifras anteriores a la guerra, la producción de patatas superó con creces estas cifras, y el ganado, gravemente afectados durante la guerra, volvió a la normalidad para los cerdos y las ovejas, mientras que el recuento de los caballos fue restaurado de forma lenta y constante.
El período de "comunismo de guerra" trajo consigo ciudades soviéticas deshabitadas, ya que los ex campesinos regresaron de forma masiva a sus antiguos pueblos en medio de un colapso económico. Esta tendencia se revirtió tras la NPE, siendo las instalaciones industriales restauradas y reabiertas, acercándose a los niveles anteriores a la guerra durante la segunda mitad de la década de 1920. Los planificadores soviéticos consideraron que un mayor crecimiento de la economía y la mejoría de las condiciones de vida requerían de nuevas inversiones en equipamientos e instalaciones para las fábricas. Con el acceso a los mercados mundiales de capital rigurosamente restringidos para el revolucionario régimen soviético, estos fondos deben ser generados por el estado, ya sea a través de una devaluación de la moneda, un aumento en el nivel de tributación de la gran parte de la población rural, o alguna combinación de estos factores.
La implantación del Partido Comunista de la Unión Soviética en el campo se debilitó, llegando a una media de 1 comunista rural por cada 6 soviets en los pueblos (un mero 0,52% de la población rural vs. un 1,78% de la población total en 1927). Además, estos comunistas rurales, que tenían el liderazgo en los pueblos soviéticos y las cooperativas, incluían un número desproporcionado de campesinos comparativamente adinerados. Esta fuerza persistente de los llamados "kulaks" en el campo soviético contribuyó aún más a la insatisfacción con el statu quo económico por parte de muchos miembros del mayoritario Partido Comunista urbano.
A partir de finales de 1926 los planificadores y los activistas del partido demandaron un nuevo programa de industrialización masiva que modernizaría gran parte del campesinado del país. A pesar de que la NPE era vista en aquel momento como una estructura permanente a lo largo de 1927, el XV Congreso del Partido Comunista de la Unión Soviética, que se celebró en Moscú en diciembre de 1927, accedió a la aprobación de un nuevo programa para la industrialización de la URSS, una aceleración industrial que en última instancia resultaría incompatible con un pequeño campesinado intercambiando libremente una fracción comparativamente pequeña de su producción en el mercado.
La colectivización de agricultura era considerada por los comunistas como un pilar esencial de cualquier campaña industrial exitosa, creyéndose que la organización colectiva eliminaría las ineficiencias inherentes de la agricultura capitalista y, por tanto, expandiendo la producción y creando una mayor cantidad de grano disponible para su conversión en equipamiento.

### Escasez de bienes
Durante los años tempranos de la revolución rusa el campesinado afrontó una escasez de herramientas básicas caseras y de granja, incluyendo implementaciones agrícolas, material de construcción, tela, y bienes de consumo acabado. Esto marcó una continuación de la situación de tiempos de guerra, durante el cual la producción industrial había cambiado de una orientación de consumidor a cumplir las necesidades militares del estado en la guerra contra el imperio alemán. El régimen bolchevique nunca había sido capaz de ponerse al día con una demanda restringida manteniéndose los suministros estatales y cooperativos de forma irregular, mientras los precios demandados por los vendedores privados se mantenían altos.
La llamada crisis de las tijeras se había desarrollado en los primeros años de la Nueva Política Económica debido a que los precios de los bienes de consumo se intensificaban mientras que los precios de mercado de los productos agrícolas caían. A principios de 1927 el Partido Comunista de la Unión Soviética decidió hacer frente a la desigualdad mediante la reducción de los precios de venta de productos industriales en aproximadamente un 10%. A pesar de que esta decisión estaba destinada a socavar los altos precios cobrados por los operadores privados, en la práctica solo exacerbó la miserable situación de los suministros, ya que los  bienes fueron sacados del mercado, dejando vacío el inventario estatal de suministros. Los productos disponibles tendían a estar comprometidos a las grandes ciudades, localizadas a lo largo de las líneas de ferrocarril, en lugar de a los pueblos más pequeños en el campo.
El resultado neto de esta situación fue una escasez de mercancías que conllevó un incentivo inadecuado a la participación del campesinado en la venta de grano al estado, que tenía muy poco con valor práctico que ofrecer a cambio.

### Surgimiento de la crisis
El año económico soviético (1 de octubre a 30 de septiembre) 1925/26 había generado una adquisición de grano estatal de 8,4 millones de toneladas, cantidades que aumentaron en 1926/27, cuando una cosecha récord posrevolucionaria de 76,8 millones de toneladas resultó en una adquisición estatal de 10,6 millones de toneladas a precios estables. Ningún ajuste de los precios fue necesario gracias al enorme tamaño de la cosecha, lo que resultó en una sobreproducción. Las expectativas para el año que siguiente fueron elevadas en consecuencia, previéndose para el siguiente año económico 1927/28 unas cantidades que excedían los del anterior año récord.
Además de la creación prevista de una nueva reserva estatal de grano de 819 000 toneladas, los planificadores económicos  buscaron el aumento de las cantidades de grano para la exportación al mercado Europeo como un medio de generar las divisas necesarias para la compra de equipamientos desde el extranjero.
La oposición de izquierda liderada por León Trotski pidió una política oficial de industrialización planeada a mediados de la década de 1920, con una crítica explícita al programa de septiembre de 1927 de "franca y abierta deriva a la derecha" ideada para acomodar al segmento más adinerado del campesinado en detrimento de la industrialización nacional y mayor desarrollo de la economía socialista. Esta demanda fue fácil de ignorar cuando el grano estaba disponible para el estado en el mercado y se esperaba que las fábricas abandonadas fueran puestas a trabajar de nuevo. Sin embargo, a finales de 1927, la omnipresente optimismo asociado con el período de auge de la NEP comenzó a disiparse.
Un severo bache en la recolecciones estatales de grano comenzó en octubre de 1927, a raíz de la nueva cosecha de trigo y centeno. Esta tendencia continuó en noviembre y diciembre, en el que las adquisiciones previstas para el trimestre de 7 millones de toneladas fallaron por la enorme cantidad de 2,1 millones. Esta cantidad no solo era insuficiente para la creación de la reserva estatal de grano prevista y para alcanzar los objetivos de exportación, sino que fue visto por los planificadores como insuficiente para la alimentación de las ciudades de la nación y los miembros del Ejército Rojo. Las razones por las que se dio esta disminución creó un fuerte debate en las filas bolcheviques. El líder del partido José Stalin representó el déficit como de naturaleza política, el resultado del "sabotaje" por parte del campesinado adinerado, en un esfuerzo para obligar al estado a aumentar los precios de adquisición de grano. Esto, para Stalin, asemejaba a un chantaje que obligaba al estado a abandonar sus planes de industrialización en favor de llenar sus bolsillos con el dinero obtenido de las ventas en el mercado. El líder conjunto del partido junto a Stalin durante los años anteriores, Nikolai Bujarin, consideró esta perspectiva como un "cuento de hadas", argumentando que el acaparamiento y la especulación no era la causa, sino que fue una mala cosecha combinada con un insuficiente atractivo del precio de compra que disuadía de la venta a los recolectores estatales de grano.
La crisis de aprovisionamiento de grano provocó una división entre los máximos dirigentes del Partido Comunista, con una mayoría de los activistas del partido acercándose a la postura de Stalin, que había comenzado abrazar con vigor las virtudes de la rápida industrialización previamente asociados con Trotski y la Oposición de izquierda. Solo una minoría apoyaba a Bujarin y su llamamiento para la continuación de la paz social entre el estado y el campesinado y su crítica a quienes "descuidan un sentido de moderación para saltarse los pasos necesarios" en el lento y medido camino para el desarrollo industrial.
Stalin y los proponentes de la industrialización rápida retuvieron el control efectivo sobre el VKP, controlando 6 de los 9 asientos del Politburó del partido, que manejaba los asuntos del día a día de la gobernanza, con Bujarin capaz de reunir el apoyo de Alexei Rykov y Mijaíl Tomsky en favor de un ritmo moderado de la industrialización y de la paz social. En las sombras, Stalin se organizó de forma diligente, criticando oblicuamente a los moderados en los discursos de los grupos de activistas del partido y, con Viacheslav Mólotov como su nueva mano derecha, manteniendo el control efectivo del periódico oficial del partido, Pravda, a la vez que intentaba asumir el control editorial de la revista teórica marxista, Bolshevik.